# Metsakodu

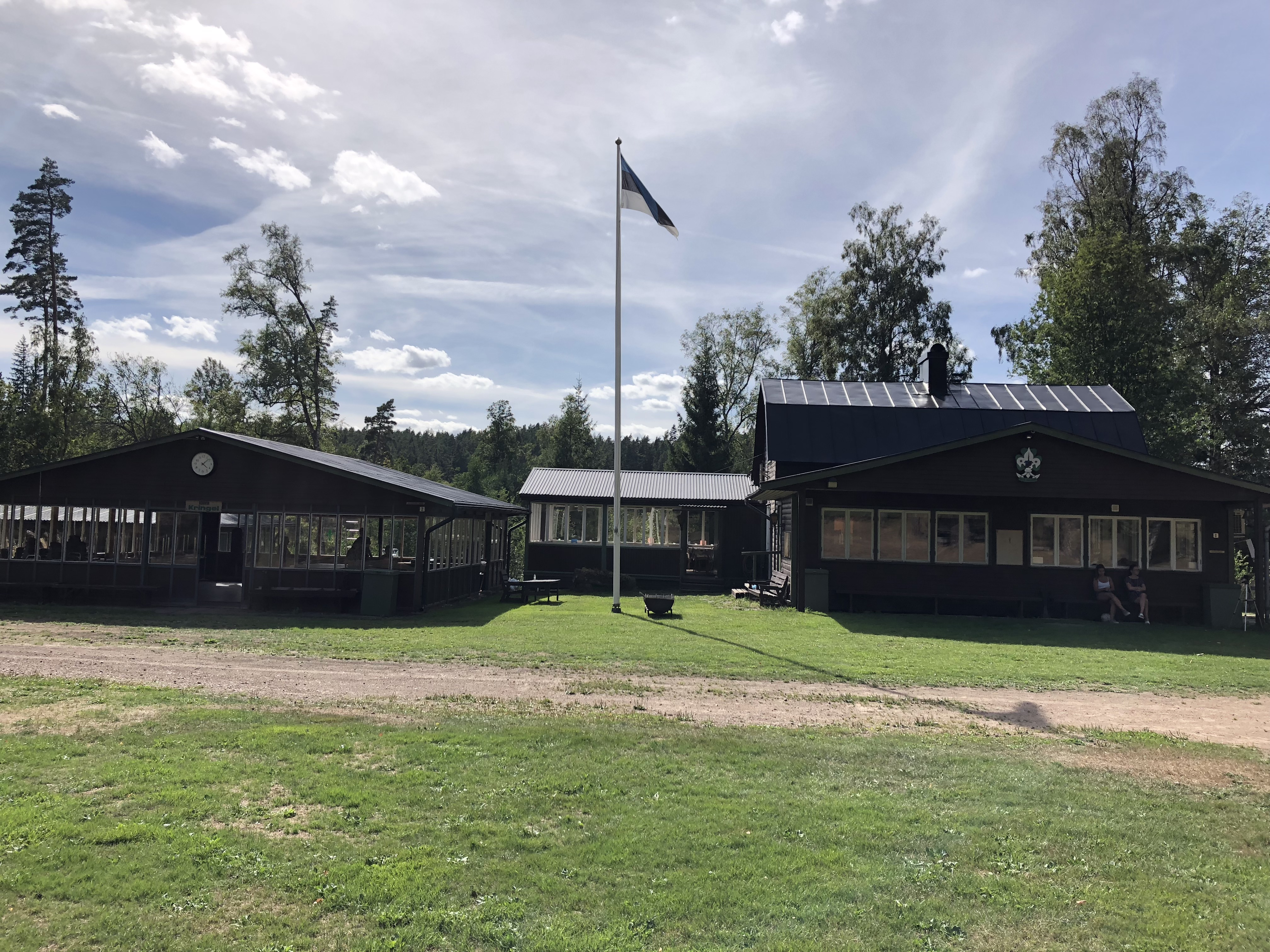
Metsakodu i augusti 2018.

Metsakodu (svenska: Skogshem) är ett scouthem beläget ute i skogen i Mullsjö kommun i Sverige. Det ägs av Estniska Scoutledarföreningen i Sverige. 
Området består av 24 stugor för övernattning, men också tält. Här anordnas sammankomster, scoutläger, kurser, konfirmationsläger samt sommarkollo. Under årens lopp har över en kvarts miljon ester och svenskar besökt detta område.

## Historia
Hösten 1944, i slutet av andra världskriget ockuperades Estland av Sovjetunionen och cirka 25 000 estländare lyckades fly till Sverige. Estniska Scoutledarföreningen köpte Metsakodu i år 1953.